# Phegopteris decursivepinnata
Phegopteris decursivepinnata är en kärrbräkenväxtart som först beskrevs av Van Hall, och fick sitt nu gällande namn av Fée. Phegopteris decursivepinnata ingår i släktet Phegopteris och familjen Thelypteridaceae. Inga underarter finns listade.